# Cnemophilidae
Cnemophilidae představují malou čeleď pěvců žijící na ostrově Nová Guinea.

## Systematika
Relativně nepočetná čeleď Cnemophilidae zahrnuje pouze dva recentní rody, oba v českém ornitologickém názvosloví nesou pojmenování rajka:
- Cnemophilus De Vis, 1890
  - Cnemophilus loriae (= Loria loriae[3]) (Salvadori, 1894) – rajka horská
  - Cnemophilus macgregorii De Vis, 1890 – rajka chocholatá
- Loboparadisea Rothschild, 1896
  - Loboparadisea sericea Rothschild, 1896 – rajka žlutoprsá

První popsaný rod, Cnemophilus, byl původně sdružován v rámci lemčíkovitých (Ptilonorhynchidae). Zhruba od druhé poloviny 20. století byli zástupci dnešní čeledi Cnemophilidae považováni spíše za primitivní podčeleď rajkovitých (Paradisaeidae), přičemž za popisnou autoritu tohoto taxonu je pokládán Ernst Mayr (1962). Bock (1963) v rámci své osteologické studie spekuloval, že se od podčeledi Cnemophilinae evolučně odvozují jak lemčíkovití, tak pravé rajky. Teprve rozmach molekulárně-fylogenetických analýz vyvrátil zvažovaný blízký příbuzenský vztah rodů Loboparadisea a Cnemophilus s rajkovitými, základní se v tomto ohledu stala práce Cracrafta & Feinsteinové z roku 2000, kombinující sekvence mtDNA s klasickými morfologickými znaky a interpretující čeleď za primitivní linii v rámci kladu Corvoidea. Novější práce (např. Oliveros & kol. 2019) nasvědčují pozici na bázi passeridních zpěvných.

## Charakteristika

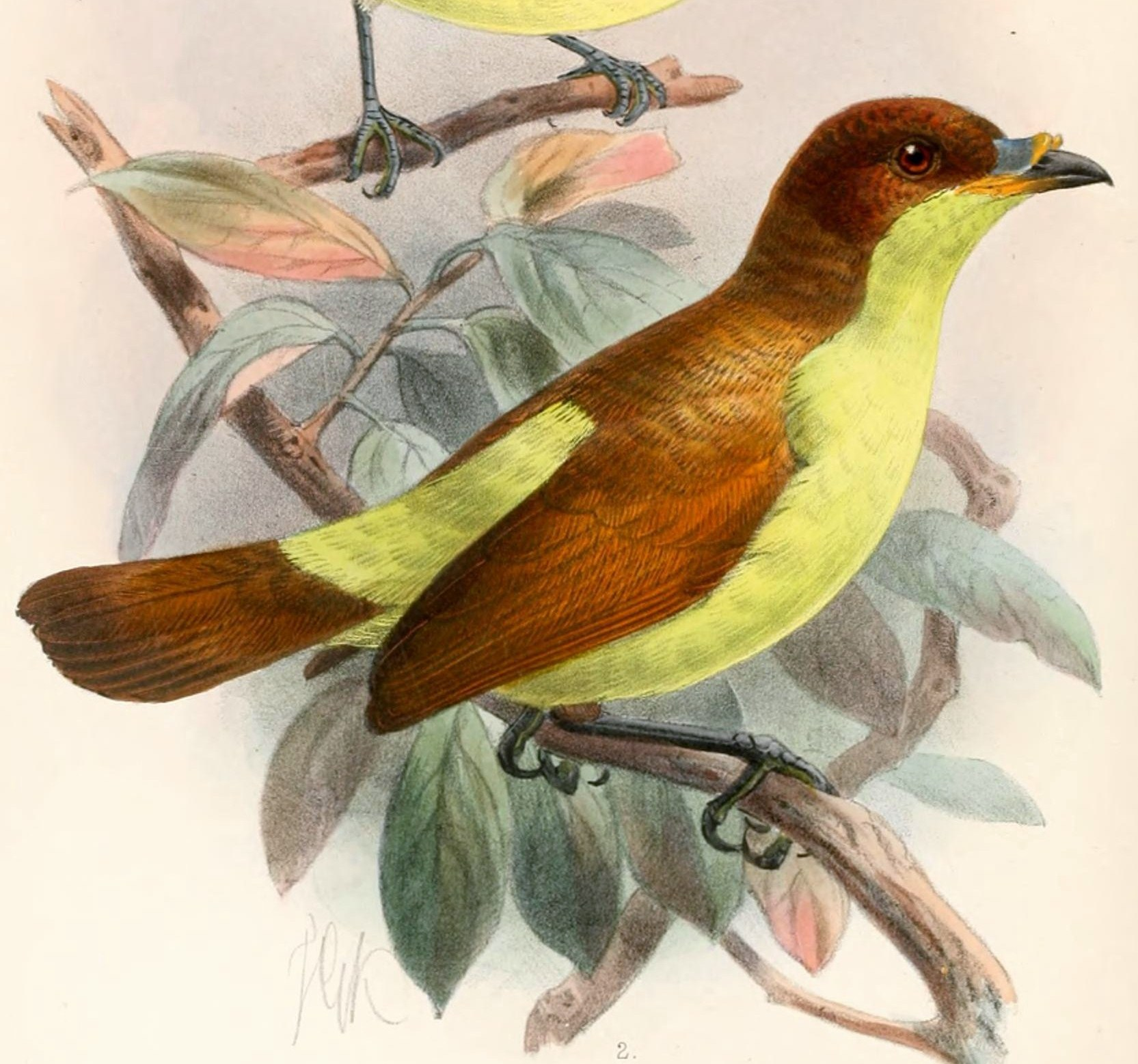
Rajka žlutoprsá (Loboparadisea sericea)

Rajky z čeledi Cnemophilidae představují středně velké pěvce s vejčitým tělem, středně dlouhým ocasem, krátkými a zaoblenými křídly, extrémně krátkým krkem a krátkým, mírně zahnutým zobákem. Rajka chocholatá dosahuje velikosti asi 24 cm a hmotnosti 90 až 120 g (v případě samců). Opeření je leskle černo-oranžové, resp. hnědo-žluté, u samců výraznější. Samce rajky žlutoprsé navíc zdobí výrazné žlutavé laloky na zobáku. Od „pravých“ rajek se rajky z čeledi Cnemophilidae odlišují relativně krátkým zobákem, jenž se však může šířeji rozevřít, a neobvyklou neosifikovanou oblastí kolem nozder.
Všechny tři druhy představují endemity horských lesů Nové Guineje a o jejich chování a ekologii je známo jen velmi málo informací. Hlavní podíl v jídelníčku představují plody, v menší míře i bezobratlí. Rozmnožovací systém je zřejmě polygynní, rodičovskou péči zajišťuje pouze samice. Ptáci rodu Cnemophilus si budují uzavřená kulovitá hnízda několik metrů nad zemí, do nichž vstupují bočním otvorem. Tvořena jsou mechem a umístěna na základ z větviček. V případě rodu Loboparadisea zůstává hnízdo pohárovité a otevřené, z konstrukčního hlediska však podobné. Snůška u všech známých druhů činí jediné vejce. Inkubační doba v případě rajky chocholaté trvá více než 19 dní, u rajky horské byla jedna zaznamenaná snůška inkubována zhruba 25 dní.